# صادح (اسم)
صادح هو اسم علم مذكر من أصل عربي، ومعناه هو الذي يرفع صوته ب الغناء الجميل الع الي المكان الخ الي الأكمة الصغيرة الحجر.

## وصلات خارجية
- موسوعة السلطان قابوس لأسماء العرب نسخة محفوظة 5 أبريل 2019 على موقع واي باك مشين.